# Agrotis murina
Agrotis murina är en fjärilsart som beskrevs av Eduard Friedrich Eversmann 1848. Agrotis murina ingår i släktet Agrotis och familjen nattflyn. Inga underarter finns listade i Catalogue of Life.